# 希什马廖夫 (阿拉斯加州)
希什马廖夫，是美国阿拉斯加州的一座城市。该市的人口在2000年为562人，2010年有563人。人口在阿拉斯加州排行第50。然而由于全球变暖导致的永久冻土层融化，将威胁该城市的发展。

### 脚注
1. ↑  /ˈʃɪʃmərɛf/，SHISH-mə-ref；[1]依努庇亞克語：，IPA：[qixiqtaq]；俄語： IPA：[ʂɨʂmɐˈrʲɵf]